# Бенатти, Андреа
Андреа Бенатти (итал. Andrea Benatti, родился 8 ноября 1979 в Виадане) — итальянский регбист, игравший на позиции фланкера.

## Биография

### Клубная карьера
Родился и вырос в Виадане, начинал там свою регбийную карьеру на профессиональном уровне. С 2000 по 2010 годы играл в составе «Виаданы», выиграл чемпионат Италии 2001/2002 и дважды Кубок Италии 2002/2003, 2006/2007. В 2010 году перешёл в новообразованный «Айрони», но из-за проблем со зрением вынужден был оставить большой спорт после сезона 2010/2011.

### Карьера в сборной
Сыграл всего 5 игр, набрал 5 очков. Дебют состоялся в 2001 году против Фиджи, ещё два тест-матча Бенатти провёл против Самоа и ЮАР. Четвёртый матч состоялся против Уэльса на Кубке шести наций 2002 года, а пятый и последний — на чемпионате мира 2003 в Австралии в поединке против Новой Зеландии.

## Личная жизнь
Андреа Бенатти пережил семейную трагедию. Он был женат на фотомодели Антонелле Барьбери, в браке родились сын Лоренцо и дочь Ким. Однако семейная жизнь не сложилась: Антонелла постоянно лечилась от депрессии и психических конфликтов в разных клиниках. 2 декабря 2017 года Антонелла на фоне очередного приступа задушила дочку подушкой, а затем зарезала сына и попыталась совершить суицид. По факту гибели было заведено уголовное дело: психически больную Антонеллу прокуратура обвиняет в убийстве, а врачи психиатрических клиник подозреваются в халатности, поскольку отпустили Антонеллу из стационара без должного прогресса в лечении и не сообщили социальным службам о проблеме.